# Mycetophila indiana
Mycetophila indiana är en tvåvingeart som beskrevs av Duret 1986. Mycetophila indiana ingår i släktet Mycetophila och familjen svampmyggor. Inga underarter finns listade i Catalogue of Life.